# Apache Superset
Apache Superset ist ein Projekt der Apache Software Foundation (ASF), es wird zum Untersuchen und Visualisieren großer Datenmengen genutzt (Dashboard).

## Geschichte
Die Software wurde 2015 bei Airbnb, durch Maxime Beauchemin (Erfinder von Apache Airflow) begonnen. 2017 nahm die ASF das Projekt auf. Seit dem Jahr 2021 zählt Apache Superset zu den Top-Level-Projekten der ASF.

## Namensherkunft
Wer die Idee zu dem Namen Superset hatte, ist nicht klar ersichtlich. Nach den Richtlinien der ASF wurde per Ticket und Internetsuche der Name gewählt.

## Anwendung und Funktionen
Superset ist für den Cloud-Betrieb konzipiert. Es kann unterschiedlich betrieben werden, als Installation, als Docker Containern, über Kubernetes ausgerollt, über Dockerhub betrieben, als PyPI download, direkt aus dem Quellcode über github.
Superset verfügt über folgende Funktionen:
- Eine No-Code-Schnittstelle zum schnellen Erstellen von Diagrammen
- Ein leistungsstarker, webbasierter SQL-Editor für erweiterte Abfragen
- Eine leichtgewichtige semantische Ebene zum schnellen Definieren benutzerdefinierter Dimensionen und Metriken
- Sofort einsatzbereite Unterstützung für nahezu jede SQL-Datenbank oder Daten-Engine
- Eine große Auswahl Visualisierungen zur Präsentation der Daten, von einfachen Balkendiagrammen bis hin zu Geodatenvisualisierungen
- Leichte, konfigurierbare Caching-Ebene zur Erleichterung der Datenbanklast
- Hochgradig erweiterbare Sicherheitsrollen und Authentifizierungsoptionen
- Eine API für die programmgesteuerte Anpassung
- Eine Cloud-native Architektur, die von Grund auf auf Skalierbarkeit ausgelegt ist

Es werden NGINX oder Apache als Webserver unterstützt, aber Gunicorn im async Modus empfohlen.